# Шупик Платон Лукич
Плато́н Лу́кич Шу́пик (28 листопада 1907, село Будилка Лебединського району Сумської області — грудень 1986, Київ) — український лікар-хірург, міністр охорони здоров'я Української РСР, заслужений лікар України (1967), кандидат медичних наук (1940), професор (1947, без захисту докторської дисертації). Громадський діяч, депутат Верховної Ради УРСР 3-го, 5—7-го скликань. Кандидат у члени ЦК КПУ в 1952—1954 рр. і 1960—1961 рр., член ЦК КПУ у 1954—1956 рр. і 1961—1971 рр.

## Життєпис
Народився у багатодітній селянській родині. Після смерті матері, з 10 років працював на сезонних роботах у сільському господарстві. У 1924 році вступив до Богодухівської професійно-технічної школи на Харківщині, після закінчення якої з 1926 року працював слюсарем і машиністом радгоспу «Пролетарський» Золочівського району Харківщини, звідки в 1927 році вступив на робітфак при Харківському медичному інституті (ХМІ). Потім навчався на лікувальному факультеті.
У 1931 році закінчив Харківський медичний інститут. Під час навчання, був учнем В. М. Шамова. Вступив до аспірантури при кафедрі факультетської хірургії, з 1935 року — асистент урологічної клініки кафедри факультетської хірургії Харківського медичного інституту. Згодом перейшов на кафедру урології, брав активну участь у роботі урологічної секції Харківського медичного товариства. У 1940 році захистив кандидатську дисертацію «Диагностическая ценность измерения сопротивления электрическому току органов и тканей».
Член ВКП(б) з 1940 року.
У листопаді 1940 року наказом по Наркомату охорони здоров'я Української РСР був призначений директором 2-го Харківського медичного інституту. Під час німецько-радянської війни у 1941 році евакуював інститут з Харкова до міста Фрунзе (тепер Бішкек) Киргизької РСР. З березня 1942 року до травня 1944 очолював Киргизький медичний інститут, до складу якого увійшов і евакуйований Харківський медінститут. У травні 1944 року був відряджений у розпорядження Наркомату охорони здоров'я Української РСР.
У червні 1944 — березні 1952 року — начальник управління медичних навчальних закладів Наркомату (Міністерства) охорони здоров'я Української РСР.
У 1947 році йому присвоєно звання професора.
1 березня 1952 — 23 липня 1954 року — міністр охорони здоров'я Української РСР.
23 червня 1954 — травень 1956 року — 1-й заступник міністра охорони здоров'я СРСР.
6 червня 1956 — 24 березня 1969 року — міністр охорони здоров'я Української РСР.
У 1965—1979 роках — завідувач кафедри соціальної гігієни і організації охорони здоров'я Київського інституту удосконалення лікарів, у 1980—1981 роках — професор-консультант Київського інституту удосконалення лікарів.
За час перебування на керівних посадах, П. Л. Шупик також займався практичною роботою хірурга-уролога в клініці О. П. Кримова.
Помер П. Л. Шупик у грудні 1986 року в Києві. Похований у рідному селі Будилка.

## Наукова діяльність
Автор понад 160 праць з питань хірургії, зокрема пластичної хірургії, урології та організації і управління системою охорони здоров'я. Також значну увагу Платон Шупик приділяв історико-медичним дослідженням. Він вважав, що доцільним  було б вивчати історію кожної кафедри медичних інститутів та кожного науково-дослідного інституту.
Під керівництвом Платона Шупика було підготовлено 6 кандидатів медичних наук[джерело?].
Був одним із перших хірургів, який брав участь в розвитку пластичної урології в Україні. Він започаткував операцію уретропластики при гіпоспадії з використанням філатовського стебла, викроєного зі шкіри живота.

## Громадська діяльність
За часів перебування Платона Шупика на посаді міністра охорони здоров'я було організовано 4 вищих навчальних медичних заклади — інститути в Луганську, Запоріжжі, Тернополі та Полтаві. Також засновано й ряд інших  науково-дослідних інститутів медичного профілю (подаються за сучасною назвою): Інститут загальної і невідкладної хірургії НАМН України (Харків), Інститут ендокринології та обміну речовин ім. В. П. Комісаренка (Київ), Інститут урології НАМН України (Київ), отоларингології ім. О. С. Коломийченка АМН України, НДІ травматології та ортопедії Донецького медичного університету ім. О. М. Горького, Українського НДІ промислової медицини АМН України у Кривому Розі, геронтології АМН України у Києві. Здійснена реорганізація Київського рентген інституту в інститут онкології й радіології.
У 1962 році за ініціативою Платона Шупика було відкрито першу в СРСР кафедру психотерапії, психопрофілактики та психогігієни.
Багато часу П. Шупик присвятив розвитку Київського інституту удосконалення лікарів (сучасна назва — Національна медична академія післядипломної освіти ім. П. Л. Шупика), покращив його матеріальну, навчальну та наукову базу.
До числа заслуг Платона Шупика слід віднести розробку навчального посібника «Організація та зміст процесу управління в органах та установах охорони здоров'я», в якому розглядаються  питання про втілення заходів щодо до  розвитку охорони здоров'я, основи керівництва в системі охорони здоров'я, а  також визначення організації підвищення кваліфікація лікарів.
Вів активну діяльність партійно-громадську діяльність. Декілька разів його обирали членом Київського міського комітету КПУ.

## Пам'ять
У 1998 році ім'я Платона Шупика присвоєно Київській медичній академії післядипломного навчання (тепер Національний університет охорони здоров'я України імені Платона Шупика).
На честь 90-річчя від дня народження Шупика Платона Лукича у рідному селі на будинку, де він жив, було встановлено меморіальну дошку. 14 квітня 2010 року меморіальну дошку відкрито в Національній медичній академії післядипломної освіти імені П. Л. Шупика.

## Нагороди
- два ордени Леніна (1961, 1966),
- орден Жовтневої Революції (30.11.1977),
- орден Трудового Червоного Прапора (26.02.1958),
- три ордени «Знак Пошани» (1943, 1948, 1953),
- медалі,
- Почесна грамота Президії Верховної Ради Української РСР (1969),
- Заслужений лікар Української РСР (30.11.1967).